# Зауэр, Вильгельм
Вильгельм Зауэр (нем. Wilhelm Sauer; 23 марта 1831, Шёнбек, Мекленбург — Передняя Померания — 9 апреля 1916, Франкфурт-на-Одере) — немецкий органный мастер эпохи романтизма.

## Биография
Вильгельм Зауэр учился у отца, Эрнста Зауэра, самостоятельно изучившего органное дело. Самый большой опыт производства органов Вильгельм получил, работая в компаниях Walcker в Людвигсбурге и Cavaillé-Coll в Париже.
В 1855 году принял от своего отца управление филиалом фабрики в Валче, работавшей на прусском рынке во избежание таможенных пошлин. 1 марта 1856 года Вильгельм Зауэр открыл собственную органную производственную фирму во Франкфурте-на-Одере.
В 1865 году был получен и выполнен заказ на инструмент для Петербурга. В период до 1914 года фирмой Sauer для России был изготовлен 41 инструмент, большинство из которых погибли в годы революций и войн.

## Работы
Вильгельм Зауэр вместе со своими учениками построил более 1 100 органов. Его самые большие и самые известные органы находятся в Берлинском соборе (1903), в церкви Святого Фомы (Лейпциг) (1888/1908) и в Гёрлице (1910). Считавшийся в то время самым большим в мире орган в Зале Столетия (Бреслау) (1913) был утрачен в его первоначальной форме. Сегодня основная часть этого инструмента находится в соборе Вроцлава.
Романтические органы, построенные Вильгельмом Зауэром на протяжении всей его жизни, пользовались большой популярностью среди европейской элиты.

## Награды
- Орден Короны 4-го класса (22 февраля1893)[3]
- Орден Красного орла 4-го класса (18 января 1899)[4]
- Орден Красного орла 3-го класса (8 августа 1901)[5]

## Интересные факты
- Знаменитый орган Берлинского собора (113 регистров, 4 мануала, пневматическая трактура) сильно пострадал в годы войны и послевоенный период. В 2006 году после восстановления инструмент предстал перед публикой в первозданной красоте.
- В Москве, в лютеранском Кафедральном соборе св. Петра и Павла находится один из романтических органов Вильгельма Зауэра, построенный в 1898 году первоначально для лютеранской церкви Св. Михаила в Немецкой слободе.